# Mary Rodgers
Mary Rodgers   (Nova York, 11 de gener de 1931 - Manhattan, 26 de juny de 2014) va ser una compositora i escriptora de llibres infantils i juvenils nord-americana. Filla gran del compositor nord-americà Richard Rodgers (1902-1979). Va rebre la seva formació al Wellesley College i a l'escola de música David Mannes College.
A l'inici de la seva carrera musical va treballar escrivint partitures per a clubs nocturns, espectacles de varietats, música per a teatre com el show de marionetes Davy Jones' Locker, i per a la TV en el programa Mary Martin Special, ambdós l'any 1959. Es va fer famosa quan va escriure la música pel seu primer musical complet Once Upon a Mattress amb lletra de Marshall Barer. El show es va estrenar fora de Broadway, on es representen els musicals i les obres més importants a Nova York, però finalment va arribar a Broadway on va estar en cartellera durant un any. L'actriu Carol Burnett va actuar en aquest espectacle. Les cançons d'aquest musical que es van fer més populars van ser: Song of Love i Very Soft Shoe. El seu segon musical complet es va titular Hot Spot, que no va tenir tant d'èxit.
Va ser la supervisora i assistent de producció dels concerts per a joves (Young Peoples Concerts) dirigits pel prestigiós director i compositor Leonard Bernstein entre 1957 i 1963. L'any 1963 va compondre la música per a un programa de TV anomenat Feathertop. L'any 1966 va escriure The Mad Show, una sàtira de la Mad Magazine amb lletra de Marshal Barer, Larry Siegel i Steven Vinaver.
Va guanyar popularitat també com a autora de novel·les de ficció de literatura infantil i juvenil. El seu primer llibre Freaky Friday, publicat l'any 1971, va rebre el premi The Christopher Award del Book World Spring Book Festival Awards. Va ser editat en castellà amb el títol Un viernes embrujado, i en català com Quin dia tan bèstia!. L'any 1976 els estudis Disney van adaptar al cinema aquesta novel·la amb la producció Freaky Friday, amb guió de la mateixa Mary Rodgers, i interpretada per Barbara Harris i Jodie Foster. A més d'aquesta pel·lícula es va fer una adaptació per a la Televisió l'any 1995, Freaky Friday, i una versió musical amb partitura de la mateixa Mary Rodgers en col·laboració amb John Forster, que va ser representada per la companyia Theatreworks/USA. Es va fer un altre versió de la pel·lícula el 2003: Freaky Friday.
En català es poden trobar les traduccions dels seus llibres:Un estiu capgirat, Quin dia tan bèstia! o La tele boja.
També va exercir com a representant de la família Rodgers en la The Rodgers & Hammerstein Organization que juntament amb la família Hammerstein s'encarrega dels arxius dels originals del seu pare i el que va ser el seu col·laborador lletrista, en comèdies musicals, durant molts anys, Oscar Hammerstein.

## Un estiu capgirat
Summer switch (traduïda al català com Un estiu capgirat, és una novel·la de Mary Rodgers publicada el 1989, i és una seqüela de la novel·la Quin dia tan bèstia!. Així com a Quin dia tan bèstia! l'Annabel es desperta un dia i s'adona que s'ha convertit en la seva mare, a un estiu capgirat és el seu germà, en Ben (o "Cara de Mico", com n'hi diu ella) qui es transforma en el seu propi pare. A causa d'això el pare haurà de marxar de campament, jugar amb els amics del seu fill i moltes altres coses pròpies d'un nen, Mentre que en "Cara de Mico" haurà de dirigir, tan bé com pugui, la gran empresa del seu pare.